# Rede Gênesis
Rede Gênesis é uma rede de televisão brasileira de conteúdo evangélico, de propriedade da Comunidade Evangélica Sara Nossa Terra com sede em Brasília, no Distrito Federal. O sinal está disponível para todo o território nacional através de centenas de operadoras de TV por assinatura, principalmente pela Mais TV, a NET, Oi TV e também da rede de televisão aberta. A Rede Gênesis pode ser assistida pela internet através do site da emissora.

## História
Entrou no ar com testes de sinais em 5 de julho de 1997, na cidade de Brasília, através do Canal 30 UHF. Na época, não existia a possibilidade de formar rede, pois era chamado apenas Canal Gênesis.
Alguns dos programas mais antigos da emissora são “Sara Nossa Terra” e “Histórias de Vida”, apresentados pelo bispo Robson Rodovalho.
Após pesquisa de mercado feita pela TV por assinatura TVA-TV Filme em Brasília junto ao público evangélico da cidade, pouco depois da emissora entrar no ar, observou-se a necessidade e o interesse dentro desse segmento da sociedade para a criação de um canal exclusivo e formatado segundo as preferências e hábitos praticados comumente entre o público evangélico.[carece de fontes?] A grande aceitação entre a Igrejas evangélicas da cidade fez com que a diretoria da TVA Brasília lançasse convite ao Bispo Robson Lemos Rodovalho, empresário e líder internacional da Igreja Comunidade Evangélica Sara Nossa Terra e então apresentador do programa "Sara Nossa Terra" de 1h de duração transmitido pelas redes Bandeirantes e Manchete (atual RedeTV!).
Somente em julho do mesmo ano, passou operar em definitivo. Tornou-se a primeira e única TV evangélica do Brasil com uma filosofia inter-denominacional, ou seja, o canal de televisão que agrega as maiores denominações e correntes evangélicas do país,[carece de fontes?] que eram sediadas em Brasília.
Em 1999, o então Canal Gênesis sofre série de transformações, como a mudança de sua logomarca totalmente renovada, a alteração do nome Canal Gênesis para TV Gênesis e novo slogan "TV Gênesis, feita para você". Além disso, ocorreu remodelação no traço das vinhetas e chamadas, a apresentação da nova grade de programação, com novos programas, filmes, desenhos e documentários evangélicos, shows especiais e a inclusão de mais outras igrejas e denominações evangélicas dentro do novo formato e filosofia da TV marcou o rápido crescimento da TV Gênesis.
No decorrer de 1999 a 2000, a emissora adquire equipamentos de última geração (graças ao aluguel de horários para programas evangélicos de diversas igrejas de Brasília), nova estrutura física e pretendendo a expandir no território nacional com aquisição de sinal por satélite e decidir concorrer licitações de novas retransmissoras de TV aberta no Ministério das Comunicações entre 2000 a 2001 (no Brasil, as concessões de rádios e TVs são públicas e não particulares) para obter novas retransmissoras em Capitais e principais cidades no interior.
Em março de 2001, a TV Gênesis estreou no cenário nacional com sinal de satélite pela BrasilSat B3 na polarização horizontal em Banda L, transformando-se em Rede Gênesis, com programação da nova rede de televisão de seis programas (entre eles, Sara Nossa Terra e Histórias de Vida).
Em 2002, mantém a mesma programação da rede de televisão com seis programas, o mesmo do ano anterior.
No ano de 2002 a emissora, junto com a Rede Super, passa a transmitir o Programa Diante do Trono
No mesmo ano, a TV Gênesis firma parceria com a operadora de TV a cabo por assinatura TV Show para vinculação da programação em Fortaleza, Ceará, passando ser sintonizada no canal 46 à cabo (CATV), que opera na cidade desde 1989.
No decorrer do ano, a rede de televisão ganha concessão para instalar primeiras retransmissoras em Goiânia (Goiás), Governador Valadares (Minas Gerais), Peruibe (São Paulo), Presidente Prudente (São Paulo), Presidente Venceslau (São Paulo), Tupã (São Paulo), Petrópolis (Rio de Janeiro), Cabo Frio (Rio de Janeiro), Arraial do Cabo (Rio de Janeiro) e Guapimirim (Rio de Janeiro).
Em 2003, a programação da rede de televisão continua com seis programas, mesmo número dos anos anteriores.
No decorrer do ano, a rede de televisão coloca no ar as primeiras retransmissoras em Fortaleza (Ceará), São Luís (Maranhão), Viçosa (Minas Gerais), São Mateus (Espírito Santo), Colatina (Espírito Santo), Ijuí (Rio Grande do Sul), Santa Rosa (Rio de Janeiro), Santo Angelo (Rio Grande do Sul) e Arujá (São Paulo).
No mesmo ano, estreou às 21 horas de sábado, o programa semanal e juvenil Arena Jov. O programa é transmitido ao vivo, direto do culto da rede de jovens da igreja Sara Nossa Terra em Brasília. Com duração de uma hora e meia, é apresentado por Robson Rodovalho e os cinco braços da chamada Rede de Jovens que se revezam a cada semana: GLA (dos pastores Gustavo e Lara Almeida), CRM (pastores Cláudio e Renata Machado), DOS (pastor Dorival Santiago), GDA (pastores Geraldo e Denise Alcântara) e OPA (pastor Oswaldo Paiva). O programa é reprisado nas terças e quintas-feiras, às 16 horas. Em 2004, já com mais um ano do programa no ar, o coordenador regional da Rede de Jovens e bispo Artur Fonseca, o programa Arena Jov tem sido um veículo importante para as pessoas conhecerem a igreja pois, após assistirem o programa procuram a igreja e começam a se interessar: “Mas a participação do Arena Jov não se dá apenas pela TV Gênesis”, explica o Bispo Artur, “nós também trabalhamos no ambiente de célula, utilizando principalmente o Núcleo Perfeito, que é dividido entre Líder Principal, Co-Líder e Líder em Treinamento”, afirmou.
Em junho, a emissora estreou o telejornal Gênesis Notícias, mais conhecido apenas GN, voltado para público cristão que aborda notícias do meio secular e evangélico. O editorial do GN valoriza os assuntos de interesse dos evangélicos e de relevância nacional que afetam a população e a equipe trabalha na produção de matérias que informem e orientem telespectadores, sempre pautados pela ética cristã, ao promover debates e entrevistas nas áreas de saúde, educação, comportamento e valorização da família.
Entre julho a dezembro, as emissora amplia novos estúdios na sede para traduções e dublagens de programas estrangeiros das línguas como inglês ou espanhol para o português.
Na segunda quinzena de janeiro de 2004, entra ao ar “Vida na Palavra”, título em português de “Life In The Word”, programa internacional do Ministério da pastora Joyce Meyer, umas das pastoras mais conhecidas dentro e fora dos Estados Unidos. No final de março, são exibidos nova dublagem da pastora e do programa, depois de dois meses com antiga dublagem.
Em fevereiro do mesmo ano, entra no ar através das TVs Brasília e Gênesis, ambas em Brasília, o programa Público e Notório, sob apresentação de João Domingos, presidente da Confederação dos Servidores Públicos do Brasil (CSPB), reportagem de Helvídio e Pollyana. O programa voltada à defesa do serviço e do servidor público é exibido aos domingos, pela TV Brasília às 11 horas em Brasília e arredores, pela TV Gênesis às 13 horas, também para Brasília e arredores, mas com alcance nacional.
Em março do mesmo ano, o site da TV Gênesis anuncia que firmou parceria com a operadora de TV por assinatura Cabo Mais para vinculação da programação em Recife, Pernambuco, passando ser sintonizada no canal 28 à cabo (CATV). No final do mês, numa festa com a presença dos bispos Robson Rovovalho (presidente da TV Gênesis) e Lúcia Rodovalho, Clarissa Silva (Diretora de Expansão TV Gênesis), Fernando Rodovalho (então prefeito de Jaboatão dos Guararapes) da deputada estadual Ana Cavalcanti e várias autoridades do estado de Pernambuco, além da cidade de Recife, Jaboatão dos Guararapes, Olinda e Paulista passam a receber o sinal da TV Gênesis. Em abril, a Deputada Estadual, Ana Cavalcanti, aprovou no plenário da Assembleia Legislativa de Pernambuco o “Voto de Aplauso” à Gênesis pela expansão para a região metropolitana do Recife.
No dia 15 de março, estreou às 14 horas, o programa Gênesis.com.br, apresentado pelo pastor Geraldo Alcântara, exibido ao vivo todas as segundas, quartas e sextas, das 14 até 18 horas. O novo programa é voltado para o público de todas as idades, entrevistas com personalidades do meio evangélico, discussões abertas e sem preconceitos de temas polêmicos, debates e blocos de saúde, moda e matérias externas, sempre com enfoque cristão dos temas. O programa passa a ser umas das novidades da emissora e passa a receber grande aceitação do público, devido ao roteiro ágil, descontraído e franco: A equipe é formada por Juliana Schimitz, Damaris Bubans, Rúbia Ribeiro, Diego Marques, Geraldo Alcântara e o diretor Flávio Figueiredo, recebe várias ligações de pessoas comentando o quanto gostaram do assunto e do tema debatido, que são convidadas a participar da próxima edição, comentando no ar o que já tinham falado pelo telefone. Segundo Geraldo Alcântara, a ideia da atração, que surgiu dentro da equipe TV, ainda não está fechada da maneira que eles querem. “Ainda falta melhorar o contato e a participação com nosso público, promovendo uma interação com as pessoas que estão em casa, assistindo o programa”, afirmou.
Em abril, o site da TV Gênesis anuncia que firmou parceria com a operadora de TV por assinatura TV ROC para vinculação da programação na favela da Rocinha, na cidade do Rio de Janeiro, passando ser sintonizada no canal 43 à cabo (CATV). Com um público potencial de mais de 30 mil assinantes, a TV ROC é a primeira operadora de TV por assinatura da cidade a receber sinal.
No dia 19 de abril, a retransmissora TV Gênesis em São Luís, capital do Maranhão, no ar pelo canal 48 UHF desde 2003, passa a operar transmissor de 5 kW (ou 5 mil watts) de potência, sinal suficiente para atingir toda a da cidade e arredores. No dia 20 de maio, foi realizada solenidade de inauguração da TV, evento que contou com participação de representantes da TV, pastores e lideranças políticas locais.
Em 27 de maio, o site da TV Gênesis anuncia que firmou parceria com a operadora de TV por assinatura Super TV para vinculação da programação na cidade de Sinop (com mais de 70 mil habitantes), no estado do Mato Grosso, passando ser sintonizada no canal 43 à cabo (CATV), prevista a acontecer na segunda quinzena de junho.
Em 2005, depois de entrar no ar em praticamente em quase todas capitais e principais cidades do interior, nunca mais pediu licitações para expandir novas retransmissoras ou ser sintonizado em TV a cabo.
Em agosto de 2006, a emissora inaugurou uma torre repetidora analógica em Gama, inicialmente
pelo 47 UHF; no final de 2008 passou a operar no canal 30.
Em abril de 2007, depois de quatro anos, a Rede Gênesis desistiu da parceria para retransmissão do seu sinal junto ao Sistema TV Paulista (rede de retransmissoras de TVs em maior parte do Brasil). Com isso, o Sistema TV Paulista de Televisão anuncia a intenção de integrar-se à recém criada TV Aparecida.[carece de fontes?]
À meia-noite do dia 3 de maio, o Sistema TV Paulista, através de 17 RTVs (retransmissoras de TVs), passou transmitir a TV Aparecida. Grandes capitais brasileiras passaram a não receberem mais o sinal aberto da Gênesis, que perdeu grande porcentagem de cobertura da TV Aberta Brasileira, quando Sistema de TV Paulista passou transmitir a TV Aparecida (atual Rede Aparecida).
As capitais que passaram a exibir Aparecida são: Goiânia, Palmas, Florianópolis, Fortaleza, Maceió, São Luís, Campo Grande, Belém, Manaus, João Pessoa, entre outras capitais. Campina Grande, no interior de Paraíba, também passou a exibir nova rede nessa época, no Canal 5 VHF.
A Rede Gênesis pretende voltar as cidades que deixou de ser transmitida em 2007, dependendo assim do Ministério das Comunicações.[carece de fontes?] Com isso, reiniciou seu projeto de expansão pelo Brasil.
Em fevereiro de 2012, na cidade de João Pessoa e região metropolitana, a rede voltou ter sinal aberto na capital de Paraíba, através do canal 45 UHF, depois de cinco anos de ausência.
Em 16 de abril de 2013, na cidade de São Luís e região metropolitana, a rede voltou ter sinal aberto na capital do Maranhão, através do canal 59 UHF, depois de seis anos de ausência. Em 2014, o sinal da emissora passar ser a transmitido na Europa.[carece de fontes?]

### Parceria com a Rede Boas Novas
Desde 1º de novembro de 2016, passou a compartilhar conteúdo com a Rede Boas Novas, de propriedade da Fundação Evangélica Boas Novas, fazendo com que ambos os canais exibissem 12 horas de programação cada. Com a parceria, a cobertura em território nacional para ambas as redes chegou a 80%.

## Sinal digital
| Canal virtual | Canal digital | Proporção de tela | Programação                           |
| ------------- | ------------- | ----------------- | ------------------------------------- |
| 30.1          | 29 UHF        | 1080i             | Programação principal da Rede Gênesis |

Transição para o sinal digital
Com base no decreto federal de transição das emissoras de TV brasileiras do sinal analógico para o digital, a Rede Gênesis, bem como as outras emissoras da cidade de Brasília e do entorno do Distrito Federal, cessou suas transmissões pelo canal 30 UHF em 17 de novembro de 2016, seguindo o cronograma oficial da ANATEL.

## Leituras adicionais
- Apresentação (TV Gênesis), 2001.
- Projeto Pequeninos [Fundação Sara Nossa Terra] (TV Gênesis), 5 de abril de 2004.
- “Exaltação da Palavra” (“The Exalted Word Broadcast”), Apresentado pelo pastor Randy Morrison de Minnesota, EUA. (TV Gênesis), 26 de abril de 2004.
- Segurança e tranqüilidade (creche Vó Zizi), da Associação Comunidade Evangélica Sara Nossa Terra (AME) e pelo programa Parceiro de Deus. (TV Gênesis), 26 de abril de 2004.
- “Transformando seu Mundo” (“Change your World”) (TV Gênesis), 3 de maio de 2004.
- Associação Brasileira de Ação Social [ABRAÇO]) (TV Gênesis), 3 de maio de 2004.
- Programa Na Pauta (TV Gênesis), 4 de maio de 2004.
- Do coração do Planalto Central para todo Brasil (TV Gênesis), 14 de maio de 2004.
- Do coração do Planalto Central para todo Brasil (TV Gênesis), 14 de maio de 2004.
- Fundação lança projeto de padrinhos afetivos para crianças (TV Gênesis), 26 de maio de 2004.
- A TV Gênesis também como produtora (TV Gênesis), 26 de maio de 2004.
- TV GÊNESIS: Um exemplo do missionário do século XXI (CENTRO UNIVERSITÁRIO DE BRASÍLIA, UNICEUB), Brasília, Junho de 2006.